# التصنيع الخلوي
التصنيع الخلوي هو عملية تصنيع متفرعة من التصنيع المبرمج (just-in-time manufacturing) والتصنيع الرشيق (تصنيع رشيق) الذي يشمل تقنية المجموعة (group technology). الهدف من التصنيع الخلوي هو التحرك بأسرع ما يمكن، وتقديم مجموعة واسعة من المنتجات المماثلة، مع تقليل الهدر قدر الإمكان.
يتضمّن التصنيع الخلوي استخدام «خلايا» متعددة بطريقة خط التجميع (خط تجميع).تتكون كل خلية من هذه الخلايا من جهاز واحد أو عدة أجهزة مختلفة تحقق مهمة معينة.
ينتقل المنتج من الخلية إلى التالية، مستكملاً عملية التصنيع عبر كل محطة. غالباً ما تكون الخلايا مصممة على شاكلة ال"U-shape" ما يمكن المشرف من قلة الحركة ويعطيه القدرة على مراقبة العملية باكملها بسهولة أكبر. واحدة من أكبر مزايا التصنيع الخلوي هو مقدار المرونة التي يتمتع بها. نظرًا لأن معظم الآلات تلقائية، يمكن إجراء تعديلات بسيطة بسرعة كبيرة. هذا يتيح الفرصة لتطوير المنتج بطرق متنوعة، تغييرات طفيفة في التصميم العام كما تغييره بالكامل في الحالات القصوى.
يتم إنشاء خلية من خلال دمج العمليات المطلوبة لإنشاء نتيجة محددة، مثل قسم أو مجموعة إرشادات. تسمح هذه الخلايا بتقليل الخطوات غير اللازمة في عملية إنشاء النتيجة المحددة، وتسهيل التحديد السريع للمشاكل وتشجيع التواصل بين الموظفين داخل الخلية بهدف الحل السريع للمشاكل التي قد تنشأ. عند التنفيذ، يقال إن التصنيع الخلوي يحقق مكاسب هائلة في الإنتاجية والجودة مقللاً في الوقت عينه كمية المخزون، المساحة المستخدمة والمهلة اللازمة لإنشاء المنتج. ولهذا السبب، سميت الخلية ذات القطعة الواحدة «الأولى في التصنيع الرشيق» (the ultimate in lean production).

## تاريخ
يشتقّ التّصنيع الخلوي من مبادئ تكنولوجيا المجموعة (Group Technology) التي اقترحها رالف فلاندرز في عام 1925 واعتمدها في روسيا ميتروفانوف 1933(الذي تمّت ترجمة كتابه إلى اللغة الإنكليزية عام 1959). قامت بوربيدج بتشجيع تكنولوجيا المجموعة في السبعينات. «من الواضح أنّ الشّركات اليابانية بدأت في تنفيذ التّصنيع الخلوي في وقت ما خلال السّبعينات»، وفي ثماننيات القرن العشرين، انتقلت الخلايا إلى الولايات المتّحدة كعنصر من الإنتاج المبرمج (Just-in-Time Production JIT).
من أوائل كتب «هول» الإنجليزية عام 1983 التي تناقش التصنيع الخلوي، أشارت إلى الخلية على أنّها U-line للتصميم العام أو المثالي على شكل U-Shape. مثالي، لأن هذا الشكل يضع جميع عمليات الخلية وعناصرها في مجموعة، مما يوفر رؤية عالية واتصال. بحلول عام 1990 أصبحت الخلايا عامل أساسي في تدريبات التصنيع المبرمج، لدرجة أن في كتاب «هارمون» و «بيترسون»، «إعادة اختراع المعمل» (Reinventing the Factory)، تضمن قسمًا بعنوان «خلية: المعمل الأساسي للمستقبل» (Cell: Fundamental Factory of the Future). تقدمت عملية التصنيع الخلوي إلى الأمام في التسعينيات، عندما أعيد تسمية التصنيع المبرمج ليصبح التصنيع الرشيق. وأخيرا، عندما أصبح التصنيع المبرمج/الرشيق مطلوباً على نطاق واسع في قطاع الخدمات، وجدت المفاهيم الخلوية طريقها إلى هذا المجال؛ على سبيل المثال، تم تخصيص الفصل الأخير من كتاب «هاير» و «ويمرلوف» للخلايا المكتبية.

## تصميم الخلية
يتم إنشاء الخلايا في مكان العمل لتسهيل مجرى الإنتاج. ويتمّ تحقيق ذلك من خلال الجمع بين العمليات المشتركة في سلسلة معالجة مجرى العمل الطبيعي وتقسيمها لمجموعات بالقرب من بعضها البعض، متمايزة عن المجموعات الأخرى.
تسمّى هذه المجموعة بالخليّة. يتمّ استخدام هذه الخلايا لتحسين العديد من العوامل في إطار التّصنيع من خلال السّماح بتدفق القطعة الواحدة one-piece flow .
مثال على ذلك هو، إنتاج جزء من صندوق معدني الذي يصل إلى المصنع من البائع في أجزاء منفصلة بحاجة للتركيب. أوّلًا، يتم نقل القطع من التّخزين إلى الخلية حيث يتم لحامها معًا ومن ثمّ تلميعها فتلبيسها وصولًا إلى تعليبها في النّهاية. سيتم إكمال كلّ هذه الخطوات في خلية واحدة، وذلك لتقليل العوامل المختلفة مثل الوقت اللازم لنقل المواد بين الخطوات.
بعض الأشكال الشائعة للخلايا الفرديّة هي: الـU-Shape ، أو الخطّ المستقيم، أو الـ L-Shape يعتمد عدد العاملين داخل هذه التشكيلات على الطلب الحالي ويمكن تعديله لزيادة الإنتاج أو تقليله. على سبيل المثال، إذا كان عاملان يشغلان الخلية عادةً وتضاعف الطّلب، يجب وضع أربعة عمّال فيها. أمّا إذا انخفض الطّلب للنصف، فسيشغلها عامل واحد. بما أنّ الخلية تحتوي على مجموعة متنوعة من المعدات المختلفة فإنّه من الضروري أن يكون هناك موظف متعدّد المهارات لعدّة عمليات.

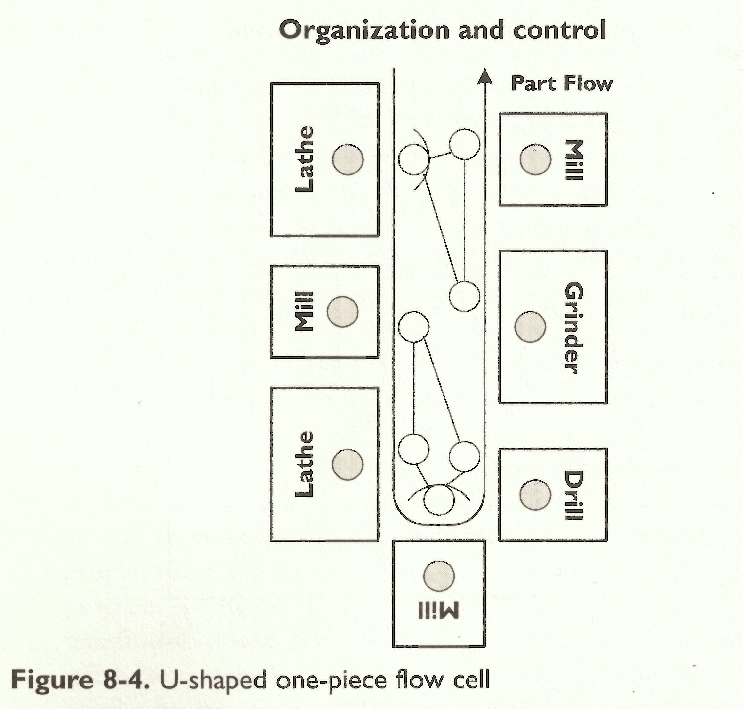
هذه الصورة تظهر شكل خلية الU-shape و مرور عاملان من خلالها.

 في حين أنّه يوجد العديد من المزايا لتشكيل الخلايا، هناك بعض الفوائد الواضحة. فيتبيّن من مراقبة الخلايا حيث توجد حالات عدم الدّقة، مثل حالة الموظف المشغول أو غير النشيط نسبيًا. يمكن أن يؤدي حلّ هذه المشكلات إلى زيادة الإنتاج والإنتاجية بنسبة تصل وتتخطّى الـ 100% في بعض الأحيان. بالإضافة إلى ذلك، فإنّ تشكيل الخلايا يؤدّي إلى توفير مساحة الأرض في مكان التصنيع والتجميع (عبر وجود مخزون فقط حيث الحاجة ضرورية)، كما يحسّن السلامة في محيط العمل (بسبب الكميات الصغيرة من المنتجات/ المخزون الذي يتم العمل به) ويحسّن المعنويات (عبر إضفاء مشاعر الرّضى والإنجاز في نفوس الموظفين) ويقلل من تكلفة المخزون وعدم صلاحيته.
عندما يكون تشكيل الخلية صعباً للغاية، يتم تطبيق مبدأ بسيط لتحسين الدّقة والتدفق، أي إجراء عمليات في موقع معين وجمع المواد إلى تلك النقطة بمعدل يحدده متوسط الطلب من العملاء. يسمّى هذا بعملية تحديد النمط. 
على الرغم من مزايا التصميم لتدفق القطعة الواحدة، يجب النظر بعناية في تشكيل الخلية قبل تنفيذها.فإنّ استخدام معدات مكلفة ومعقدة والتي تميل إلى التّعطّل يمكن أن تحدث تأخيرات كبيرة في الإنتاج وإلحاق الضّرر بالمحصول إلى أن تعاد للعمل.

تساعد المسافات القصيرة داخل الخلايا على تسريع مجرى العمل. علاوة على ذلك، فإن صغر حجم الخلية يقلل من المساحة التي قد تسمح ببناء المخزون بين محطات الخلايا. لإضفاء الطابع الرسمي على هذه الميزة، غالبًا ما يكون لدى الخلايا قواعد أو أجهزة مادية مصممة للحد من كمية المخزون بين المحطات.
هذه القاعدة معروفة بالكانبان “Kanban” بحسب مصطلحات التصنيع المبرمج/الرشيق، والتي تحدد الحد الأقصى لعدد الوحدات المسموح بها بين محطة عمل موفّرة ومستخدمة. إن أكثر الأشكال بساطة هي مربعات "kanban" وهي مناطق محددة على الأرضيات أو الطاولات بين محطات العمل. القاعدة المطبقة على المحطة المنتجة: «إذا كانت جميع المربعات ممتلئة، توقف. وإن لم تكن، أكمل تعبأتها».
تطبق خلية المكتب نفس الأفكار: مجموعات من أعضاء فريق الخلية المدربين على نطاق واسع والتي بتناغم تام، تتعامل بسرعة مع كل المعالجات لمجموعة من الخدمات أو العملاء.
الخلية الافتراضية هي اختلاف بحيث لا يتم جمع كافة موارد الخلايا معًا في مساحة فعلية. في الخلية الافتراضية، كما في النموذج العادي، يتم تكريس أعضاء الفريق ومعداتهم لمجموعة من المنتجات أو الخدمات. على الرغم من أن الأفراد والمعدات موزعون، كما هو الحال في متجر الوظائف، فإن تركيزهم الضيق للمنتج يهدف إلى تحقيق معدل نقل سريع، مع جميع مزاياه، تمامًا كما لو تم نقل المعدات إلى مجموعة خلوية. ونظراً إلى افتقار الرؤية إلى الخلايا المادية، فقد تستخدم الخلايا الافتراضية نظام قواعد “Kanban” من أجل وصل التدفقات من عملية إلى أخرى.

## تطبيق
من أجل تطبيق التصنيع الخلوي، يجب تنفيذ عدد من الخطوات. أولاً، يجب تجميع القطع المتشابهة (في متطلبات التصميم أو التصنيع) في فئات. من بعدها يجب إجراء تحليل منهجي لكل فئة؛ عادةً على شكل تحليل الإنتاج الانسيابي (Production Flow Analysis) للفئات المصنعة، أو في دراسة بيانات التصميم / المنتج لفئات التصميم. يمكن أن يكون هذا التحليل مستهلكًا للوقت ومكلفًا، ولكنه مهم لأنه يجب خلق خلية لكل فئة من القطع. يُعدّ تجميع الآلات والقطع أحد أساليب تحليل الإنتاج الانسيابي الأكثر شيوعًا. الخوارزميات لتجميع قطع الآلات تتضمن تصنيف الترتيبي (Rank Order Clustering)، التصنيف الترتيبي المعدل  (Modified Rank Order Clustering) والتشابه النسبي (Similarity coefficients).
وهناك أيضًا عدد من النماذج الرياضية والخوارزميات للمساعدة في التخطيط لمركز التصنيع الخلوي، والتي تأخذ في عين الاعتبار مجموعة متنوعة من المتغيرات الهامة مثل «مواقع متعددة للمصنع (multiple plant locations)، توزيع الأسواق المتعددة مع التخطيط للإنتاج (multi-market allocations with production planning) ومزيج الأقسام المختلفة (various part mix)». عند تحديد هذه المتغيرات بمستوى معين من عدم اليقين، يمكن إجراء تحسينات لتقليل عوامل مثل، «الكلفة الإجمالية للحيازة، تنسيق المواد ما بين الخلايا، النقل الخارجي، الكلفة الثابتة لإنتاج كل قسم في كل مصنع، الآلات ورواتب العمال».

## صعوبات في خلق التدفق
إن العامل الأساسي لخلق التدفق هو التحسين المستمر لعمليات الإنتاج. عند تنفيذ التصنيع الخلوي، عادةً ما تواجه الإدارة مقاومة قوية من عمال الإنتاج. لذا من المستحسن أن تتم عملية التغيير للتصنيع الخلوي تدريجيًا.
تكبر الرغبة في الإبقاء على بعض المخزون كحلٍ عمليّ حال غياب أحد الموظفين بداعي المرض. هنا تجدر الإشارة إلى أنه في التصنيع الخلوي علينا ألّا ننسى الركيزتين الأساسيتين «ننجح أو نفشل معًا» و «المخزون يخبئ المشاكل وعدم الفعالية». إن لم يتم تحديد وحلّ المشاكل فلن يتطور سير العملية.
مجموعة أخرى من المشاكل الشائعة تنبع من الحاجة لنقل المواد فيما بين الأقسام. تتضمن هذه المشاكل، "عناصر إستثنائية، عدد الفراغات، مسافات الآلات، الآلات والقطع المعيقة، موقع الآلات ونقلها، تسيير القطع، تغيير حمولة الخلية، نقل المواد داخل الخلايا وفيما بينها، إعادة هيكلة الخلية، متطلبات القطع الديناميكية وأوقات التشغيل والانتهاء. يجب أخذ هذه الصعوبات في عين الاعتبار ومعالجتها بهدف خلق تدفق انسيابي في التصنيع الخلوي.

## الفوائد والكلفة
يجمع التّصنيع الخلوي العمليات المبعثرة لتشكّل مسارات قصيرة ومركّزة في مكان محدد. وبناءً على ذلك، فإن الخلية، منطقيًا، تقلل من وقت التدفق ومسافة التدفق ومساحة الأرض والمخزون والمعالجة وجدولة المعاملات والخردة وإعادة العمل.
بالإضافة إلى ذلك، تؤدي الخلايا إلى كلفة أقلّ وأكثر فعالية، حيث أن تكاليف إنتاج المواد يتم احتواؤها داخل الخلية بدلاً من تبعثرها بين المسافة والوقت.

يسهل التصنيع الخلوي كل من الإنتاج ومراقبة الجودة. يمكن عزل الخلايا ذات الأداء الضعيف سواء في الحجم أو الجودة بسهولة وتحديدها للتحسين.
هناك أيضًا عدد من المزايا للموظفين العاملين في مجال التصنيع الخلوي. يحسن هيكل الخلية الصغيرة تماسك المجموعة ويضع عملية التصنيع في مستوى يمكن التعامل معه بدرجة أكبر للعمال. يمكن أن يرى العمال المشاكل بسهولة أكبر أو التحسينات الممكنة داخل خلاياهم ويميلون إلى أن يكونوا مندفعين ذاتيًا لاقتراح التغييرات. أضف إلى ذلك، هذه التحسينات التي يدفع إليها العمال أنفسهم تسبب حاجة أقل للإدارة، لذلك يمكن تخفيض التكاليف العامة مع مرور الوقت. علاوة على ذلك، غالبا ما يكون العمال قادرين على التناوب بين المهام داخل خلاياهم، والتي تقدم تنوعًا في عملهم.
دراسات التصنيع المبرمج والرشيق مليئة بالتدابير الكمية المثيرة للإعجاب على هذا الصعيد. على سبيل المثال، قامت
(.BAE Systems, Platform Solutions (Fort Wayne, Ind ، التي تنتج شاشات وضوابط محركات الطائرات، بتطبيق نظام الخلايا لـ80٪ من الإنتاج، مما أدى إلى تقليل الوقت المتوقع للعملاء بنسبة 90٪ والمخزون خلال العمل بنسبة 70٪ والمساحة لمجموعة إنتاجية واحدة من 6000 قدم مربع إلى 1,200 قدم مربع، مع زيادة دقة المنتج بنسبة 300٪، وتعدد المهارات لاتحاد القوة العمالية، كما تم تعيينه أفضل مصنع لعام 2000 بحسب مجلة " Industry Week ". بعد خمس سنوات، تم تخفيض إعادة العمل والخردة بنسبة 50٪، وتقديم منتجات جديدة بنسبة 60٪، والمعاملات 90٪، في الوقت الذي زادت فيه أيضًا عمليات التخزين إلى ثلاثة أضعاف ووقت تسليم الخدمة بـ30٪، وحصوله على جائزة Shingo للعام 2005.
يبدو أنه من الصعب عزل مقدار تلك الفوائد من التنظيم الخلوي نفسه؛ من بين العديد من الدراسات التي تم بحثها في هذه المقالة، فإن القليل منها يتضمن محاولات عزل الفوائد. إستثناء واحد هو الخلاف في Steward, Inc. بإنتاج أجزاء من الفريت والزنك النيكل لقمع التداخل الكهرومغناطيسي. ووفقاً لصانعي الدراسة، أدت الخلايا إلى تخفيض زمن الدورة من 14 يومًا إلى يومين، مخزونات خلال العمل بنسبة 80٪، المخزون النهائي بنسبة 60٪، التأخير بنسبة 96٪ والمساحة بنسبة 56٪.
هناك عدد من القيود المحتملة لتطبيق التصنيع الخلوي. يعتبر البعض أن التصنيع الخلوي يمكن أن يؤدي إلى انخفاض في مرونة الإنتاج. يتم تصميم الخلايا عادة للحفاظ على حجم تدفق معين من القطع التي يتم إنتاجها.